# ماي براون
كانت ماي براون (1935-1973) ثاني امرأة صماء عمياء وأول كندية صماء عمياء تحصل على شهادة جامعية. تخرجت من جامعة تورنتو سكاربورو في عام 1972.

## وقت مبكر من الحياة
ولدت براون في ثاندر باي عام 1935. تدهور بصرها وسمعها طوال طفولتها؛ وبحلول المدرسة الثانوية تدهور بصرها إلى الحد الذي لم تستطع فيه قراءة السبورة، فانقطعت عن الدراسة. كما أدت عملية جراحية أجريت لبراون في وقت لاحق من مراهقتها لإزالة ورم في المخ إلى فقدانها الكامل للسمع أيضًا.

## تعليم
سجلت براون في المعهد الوطني الكندي للمكفوفين، الذي قدم لها تدريبًا في أساليب التواصل مثل برايل، والتوظيف. كما قدم المعهد الوطني الكندي للمكفوفين لبراون مدرسًا خاصًا لمساعدتها في إكمال تعليمها الثانوي. عندما التحقت براون بجامعة تورنتو، وجد المعهد الوطني الكندي للمكفوفين مترجمًا لها، جوان ماكتافيش، بالإضافة إلى فريق من 35 متطوعًا قاموا بترجمة كتب براون المدرسية إلى برايل. ترجمت ماكتافيش المحاضرات والامتحانات لبراون باستخدام تهجئة الأصابع في يد براون. تمكنت براون من إعطاء إجاباتها شفويًا. استغرقت بعض الامتحانات عدة أيام لإكمالها باستخدام هذه العملية، واستغرقت درجة براون في التاريخ وعلم النفس في النهاية 5 سنوات للحصول عليها.

## حياة مهنية
بعد تخرجها، عادت براون إلى العمل مع سي أن آي بيي، وأصبحت رئيسة لشؤون الصم والمكفوفين وقام بتنفيذ الشبكات والخدمات للصم والمكفوفين في كندا. وشملت هذه المجموعات الاجتماعية والمنشورات واختبار الأجهزة التكنولوجية.

## موت
توفيت براون فجأةً عام 1973 بسبب ورم دماغي آخر. كشف تشريح الجثة أن الورم والعديد من الأورام الأخرى في جسدها كانت ناجمة عن الورم العصبي الليفي. واصلت معلمتها الجامعية، جوان ماكتافيش، تطبيق أفكارها المتعلقة بالتدخلات الخاصة بالصم والبكم بعد وفاة براون.

## الجوائز والتقدير
في عام 2002، تم الاعتراف بالعمل المشترك بين براون وماكتافيش من خلال إدخالهما إلى قاعة تيري فوكس للمشاهير.